# Даяна Ліверман
Даяна Ліверман (Діана Ліверман) (нар. 15 травня 1954, Аккра, Гана) — професорка географії Університету Аризони, США, учасниця Міжурядової групи експертів ООН з питань зміни клімату, співавторка Спеціальної доповіді «Глобальне потепління на 1,5 °C».

## Освіта й кар'єра
Даяна Ліверман народилася в Аккрі, Гана, згодом родина переїхала до Великої Британії. Вона вивчала географію в Університетському коледжі Лондона, Університеті Торонто та Каліфорнійському університеті в Лос-Анжелесі, де здобула ступінь доктора філософії (PhD) у 1984 році.
У 1982—1985 роках Ліверман була докторанткою в Національному центрі атмосферних досліджень (NCAR) у Боулдері, штат Колорадо, працювала з професором Стівеном Шнайдером. Потім викладала географію в Університеті Вісконсин-Медісон, де була пов'язана з Інститутом екологічних досліджень та в Університеті штату Пенсильванія, де була асоційованим директором у Earth System Science Center. У 1995 році Ліверман стала директоркою латиноамериканських студій Університету Аризони.
У 2003 році вона стала директоркою Інституту екологічних змін — центру з досліджень, викладання та просвітницької роботи з питань довкілля в Університеті Оксфорду. За п'ять років їй вдалося збільшити дохід, розмір та статус інституту, найнявши низку видатних науковців і працюючи з такими групами, як Центр Тіндал та Школа ХХІ століття Джеймса Мартіна. У 2009 році Ліверман повернулася до Аризони і працювала в Інституті охорони довкілля, до 2016 року, коли університет реструктурував керівний персонал. Даяна Ліверман входить до кількох комітетів та дослідницьких груп Національної академії наук США та міжнародного рівня.

## Наукова та експертна діяльність
Ліверман зробила чималий внесок у розуміння впливу людини на глобальні екологічні зміни. Її публікації та дослідження стосуються вразливості та адаптації до наслідків зміни клімату, зокрема продовольчої безпеки, кліматичної політики, пом'якшення наслідків та справедливості, особливо в країнах, що розвиваються. Вона особливо зацікавлена в політичній екології та екологічному управлінні в Америці, особливо в Мексиці.
Починаючи з 1980-х років, Даяна Ліверман вивчала вплив посух та зміни клімату на людину і продовольчі системи, наслідки зміни клімату для сільського господарства, використовуючи методи кліматичного моделювання та польових досліджень у Мексиці. Вона також досліджувала вплив неолібералізму на латиноамериканське суспільство та екологічні режими, особливо вздовж кордону між США та Мексикою.
В останні роки вона зосередилась на міжнародних вимірах кліматичної політики та зростанні нової вуглецевої економіки, і є частим спікером та коментатором глобальних кліматичних проблем. Ліверман очолила декілька великих спільних науково-дослідних проектів, що фінансуються переважно американськими та європейськими агенціями. У 2011 році вона була частиною групи, що обговорювала питання зміни клімату з Далай-ламою.

## Нагороди
- Грант Ґуґґенгайма (2014)
- Визначні стипендії від Асоціації американських географів (2011)
- Медаль Засновників Королівського географічного товариства (2010)[11]
- Премія Мітчелла за сталий розвиток (1991)